# Chalid Szihab
Emir Chalid Nadżib Szihab (fr.: Khaled Chéhab) – libański polityk, sunnita, minister finansów (1927–1928), przewodniczący Zgromadzenia Narodowego Libanu pod mandatem francuskim (1935–1937), dwukrotny premier (1938, 1952–1953), członek Bloku Konstytucyjnego Biszary al-Churiego. Podczas swojej drugiej kadencji jako prezes rady ministrów Republiki Libańskiej przyczynił się do uzyskania przez kobiety praw wyborczych, choć nadal częściowo ograniczonych (1952).